# Planes de Riatós
Les Planes de Riatós és un pla ocupat per camps de cultiu en forma de feixes allargassades situat al SW de la masia de Riatós, al poble de Madrona, municipi de Pinell de Solsonès, comarca del Solsonès.